# 多形态孢菌属
多形态孢菌属为小单孢菌科的一属细菌。此属的模式种也是唯一种为红色多形孢菌(Polymorphospora rubra)。

## 下属物种
本属包括以下物种：
- 红色多形孢菌 Polymorphospora rubra Tamura et al. 2006[1]